# Joep Lange
Joseph Marie Albert Lange (Nieuwenhagen, Limburgo, 25 de septiembre de 1954 - Grábovo, 17 de julio de 2014) fue un médico e investigador neerlandés especializado en infectología, líder de la lucha contra el VIH/sida en los Países Bajos. Fue presidente de la Sociedad Internacional de SIDA de 2002 a 2004.

## Biografía
Se recibió de médico en la Universidad de Ámsterdam en 1981 y obtuvo el doctorado en 1988.
Falleció junto a su esposa Jacqueline van Tongeren, tras el derribo del Vuelo 17 de Malaysia Airlines, cuando se dirigía a Malasia para tomar un vuelo directo a Australia y asistir a la XX Conferencia Internacional sobre el Sida.
Fue miembro fundador de la Fundación PharmAccess y miembro directivo de la misma hasta su muerte.